# Megaprojekt
Et megaprojekt er et ekstremt storskaleret investeringsprojekt. Megaprojekter defineres typisk til at koste mere end én milliard amerikanske dollar, og ved at de tiltrækker stor offentlig interesse vedrørende f.eks. deres miljøpåvirkninger samt budgetstørrelser.
Megaprojekter kan omfatte broer, tunneler, motorveje, jernbaner, lufthavne, havne, kraftværker, dæmninger, særlige økonomiske zoner, olie og naturgas-projekter, offentlige bygninger, informationsteknologiske systemer, rum-projekter og våbensystemer; dog er de mest almindelige megaprojekter indenfor vand- og atomkraftværker og store projekter indenfor den offentlige transport.